# 原爆詩集
『原爆詩集』（げんばくししゅう）は、峠三吉の詩集。東京の出版社が発売禁止を恐れてすべて発売拒否したため、オリジナル版は1951年9月、広島で自家版として500部ガリ版刷りで発行された。ベルリン世界青年学生平和祭参加作品で、当時峠と協働作業していた四国五郎が表紙装丁、挿画を描いた。翌年の1952年には5篇が追加されたものが青木書店から刊行された。
この詩集は、自らも被爆者である峠三吉が、広島市への原子爆弾投下を題材に戦争の皮肉さを訴えた作品で、中でも“ちちをかえせ　ははをかえせ”で始まる『序』は名高く、『にんげんをかえせ』という題でも知られている。
この詩集を元に作曲したカンタータに、大木正夫の『人間をかえせ』（1961年,1963年）がある。
また、2016年7月15日に岩波書店から文庫版として発行されている。青木書店版を底本として誤記・誤植の修正のほかルビをつけている。この岩波文庫版には、大江健三郎とアーサー・ビナードが解説を寄せている。

## 作品
- 序
- 八月六日
- 死
- 炎
- 盲目
- 仮繃帯所にて
- 眼
- 倉庫の記録
- としとったお母さん
- 炎の季節
- ちいさい子
- 墓標
- 影
- 友
- 河のある風景
- 朝
- 微笑
- 一九五〇年の八月六日
- 夜
- 巷にて
- ある婦人へ
- 景観
- 呼びかけ
- その日はいつか
- 希い――「原爆の図」によせて――
- あとがき